# Lucia Altieri
Lucia Altieri Nasillo (Foggia, 13 aprile 1938) è una cantante italiana, famosa negli anni sessanta.

## Biografia
Vive sin da bambina a Torino, la città dove la famiglia si è trasferita, e qui inizia a cantare con il suo cognome, prendendo dopo il matrimonio con Gianni Altieri quello del marito.
Dopo aver partecipato nel 1959 ad un concorso per voci nuove viene notata dal maestro Gino Mescoli ed ottiene un contratto discografico con la Phonocolor.
Si mette in luce al Festival di Napoli 1961 dove arriva in finale con il brano  'O passato. Nel 1962 partecipa al Gran Festival di Piedigrotta. Lo stesso anno debutta al Festival di Sanremo 1962 con i brani Due cipressi e Lumicini rossi, che però non accedono alla finale, e nello stesso anno ritorna al Festival di Napoli con i brani Tu staje sempe cu mme, Fermate e Grazie.
In seguito partecipa ad altre manifestazioni musicali, vincendo il Festival Internazionale Benelux di Malta con Thanks; con lo stesso brano partecipa anche a Un disco per l'estate 1966, manifestazione a cui torna nel 1969 con La sabbia nella mia mano.
Nel 1966 rappresenta l'Italia al Festival della Canzone Popolare dove ottiene il secondo posto con la canzone Se potessi amare te.
Nella seconda metà degli anni settanta svolgerà gran parte della sua attività a Cuba.

## Discografia

### Album in studio
- 1962 – Lucia Altieri (Phonocolor, MSLP 306)
- 1967 – Lucia Altieri - La felicità (Electrecord, ST-EDE 02786; pubblicato in Romania)
- 1972 – Lucia Altieri (Stop Records, SRL 4051)
- 1973 – Lucia Altieri (Electrecord, STM-EDE 0942; pubblicato in Romania)
- 1979 – Lucia Altieri (Pepita, SPSK 70391; pubblicato in Ungheria)
- 1982 – Come un gabbiano (Drums, EDL
- 1988 – Lucia Altieri con la orquesta de Enrique Jorrin (Areito, LD-4147; pubblicato a Cuba)

### EP
- 1964 – Lucia Altieri (Marfer, M.IT. 519; pubblicato in Spagna)
- 1964 – Lucia Altieri - VI Festival de la canción del Mediterráneo (Marfer, MIT. 537; pubblicato in Spagna)
- 1966 – Lucia Altieri (Electrecord, 45-EDC 10143; pubblicato in Romania)
- 1966 – Lucia Altieri (Electrecord, 45-EDC 10213; pubblicato in Romania) 2103)

### Singoli
- 1961 – Tu staje sempe cu me.../'O passato (Stop Records, SR 1001)
- 1961 – Lady Chatterley's lover/Tango cha cha cha (Phonocolor, ms 1130)
- 1961 – Paradiso della notte/Era scritto nel cielo (Phonocolor, ms 1131)
- 1961 – 'Nzieme a tte/Napule dinto e fora (Phonocolor, ms 1132)
- 1961 – 'O passato/Tu si 'a malincunia (Phonocolor, ms 1141)
- 1961 – John ping pong/Lady Chatterley's lover (Phonocolor, ms 1142)
- 1961 – Ultime foglie/Adios, pampa mia (Phonocolor, ms 1154)
- 1961 – Autumn in London/Piango, perché piango! (Phonocolor, ms 1164)
- 1962 – Lumicini rossi/Quando...quando...quando... (Phonocolor, ms 1170)
- 1962 – Fiori sull'acqua/Gondolì gondolà (Phonocolor, ms 1171)
- 1962 – La mulata callejera/Pia y el pantalon (Phonocolor, ms 1182)
- 1962 – 'O giuro/N'atu poco (Style, stms 506)
- 1962 – Due (per giocare all'amore)/Sailor (la tua casa è il mare) (Style, stms 507)
- 1962 – Omettino/Senti la sveglia (Style, STMS 514; lato A cantato con Roberto Chevalier)
- 1962 – Fermate/Tu staje sempe cu me... (Style, STMS 516)
- 1962 – Paese 'e cartuline/Grazie (Style, STMS 517)
- 1962 – Tormento/Piccolo mondo (Style, STMS 526)
- 1962 – A baselga di Pine'/Notturno alpino (Style, STMS 527)
- 1962 – Le rose sono rosse/Ay que calor! (Style, STMS 532)
- 1963 – Amor mon amour my love/Ricorda (Style, STMS 547)
- 1963 – Io e la mia ombra/T'ho voluto bene (Style, stms 558)
- 1964 – Se tu..../Paloma de Vila Franca (Silver, XP 605)
- 1964 – Terra Straniera/Sotto gli alberi (Silver, XP 606)
- 1964 – Stelle di Spagna/Parlano di noi (Silver, XP 607)
- 1965 – Non ti scuso più/Fa come vuoi (Silver, XP 610)
- 1965 – Quel paese del sud/Io credo in te (Silver, XP 612)
- 1965 – Nun me scetà/Mandulinata a Napule (Silver, XP 613)
- 1965 – La rosa azzurra/Il giorno e la notte (Silver, XP 614)
- 1966 – I tre porcellini/Bibbidi-bobbidi-bu (Silver, XP 617)
- 1966 – Thanks/Prova a chiederti (Silver, XP 620)
- 1966 – Se potessi amare te/Perdonami Maria (Jolly, J 20398)
- 1967 – Thanks/Mine (terra straniera) (Fontana Records, TF 267 799; pubblicato in Gran Bretagna)
- 1968 – Chiove/L'addio (La voce del padrone, mq 2121)
- 1968 – La felicità/Cambierà (Prima, MH 2001)
- 1968 – Blan blan/Dormi (Prima, MH 2003)
- 1969 – La sabbia nella mia mano/Amore di un'estate (Prima, MH 2005)
- 1982 – Mandolino/Metronomo (Drums, ED 2112)